# Diocese de Barrancabermeja
A Diocese de Barrancabermeja (Dioecesis Barrancabermeiensis) é uma circunscrição eclesiástica da Igreja Católica na Colômbia. É uma diocese latina, sufragânea da Bucaramanga. Desde 29 de maio de 2020 seu bispo é Ovidio Giraldo Velásquez.

## História
- Estabelecida em 2 de abril de 1928 como Prelazia Territorial de Río Magdalena, em homenagem ao rio Magdalena, em territórios canônicos separados da Diocese de Nueva Pamplona e Diocese de Socorro y San Gil.
- Promovida em 18 de abril de 1950 e renomeada após sua sede como Vicariato Apostólico de Barrancabermeja.
- Promovida em 27 de outubro de 1962 como Diocese de Barrancabermeja.

## Bispos
(todos de rito latino)
| #                                      | Nome                                      | Período   | Notas                              |
| Bispos                                 | Bispos                                    | Bispos    | Bispos                             |
| -------------------------------------- | ----------------------------------------- | --------- | ---------------------------------- |
| 5º                                     | Ovídio Giraldo Velásquez                  | 2020–     | Atual                              |
| 4º                                     | Camilo Fernando Castrellón Pizano, S.D.B. | 2009–2020 |                                    |
| 3º                                     | Jaime Prieto Amaya                        | 1993–2009 | Nomeado Bispo de Cúcuta            |
| 2º                                     | Juan Francisco Sarasti Jaramillo, C.J.M.  | 1983–1993 | Nomeado Arcebispo de Ibagué        |
| 1º                                     | Bernardo Arango Henao, S.J.               | 1962–1983 |                                    |
| Vigário Apostólico de Barrancabermeja  |                                           |           |                                    |
| 1º                                     | Bernardo Arango Henao, S.J.               | 1950–1962 |                                    |
| Prelados Territoriais de Rio Magdalena |                                           |           |                                    |
| 3º                                     | Bernardo Arango Henao, S.J.               | 1947–1950 |                                    |
| 2º                                     | Raffaello Toro, S.J.                      | 1932–1947 |                                    |
| 1º                                     | Carlo Ilario Currea, S.J.                 | 1929–1932 |                                    |
| Administrador Apostólico               |                                           |           |                                    |
|                                        | Ignacio José Gómez Aristizábal            | 2009      | Arcebispo de Santa Fe de Antioquia |

### Outros padres desta diocese que se tornaram bispos
- José Figueroa Gómez, nomeado bispo de Granada na Colômbia em 2002;
- Orlando Olave Villanoba, nomeado bispo de Tumaco em 2017.